# 748 Simeïsa
748 Simeïsa
748 Simeïsa là một tiểu hành tinh ở vành đai chính, thuộc nhóm tiểu hành tinh Hilda. Nó được G. N. Neujmin phát hiện ngày 14.3.1913 ở Simeis, và được đặt theo tên đài thiên văn Simeïs, Krym, Ukraina, nơi nó được phát hiện 